# Cryptotis merriami
Cryptotis merriami е вид бозайник от семейство Земеровкови (Soricidae).

## Разпространение
Видът е разпространен в Гватемала, Коста Рика, Мексико, Никарагуа, Салвадор и Хондурас.